# Кайракутэй Блэк
Кайракутэй Блэк (яп. 快楽亭ブラック Кайракутэй Буракку, 22 декабря 1858 г, Аделаида, Австралия — 19 сентября 1923 г, Йокогама, Япония), урождённый подданный Британской Империи Генри Джеймс Блэк, позднее подданный Японии Блэк Исии (яп. 石井貎刺屈 Исии Буракку или Исии Буракуцу) — актёр кабуки (в амплуа оннагата), артист-рассказчик жанров ракуго и кодан, фокусник. Первый и в течение долгого времени единственный актёр вышеперечисленных специфически японских жанров неяпонского происхождения; с большой вероятностью, также автор первой японской грамзаписи.

## Биография и карьера
Отцом актёра был Джон Рэдди Блэк (англ.), публицист, фотограф и певец шотландского происхождения, сделавший значительную вокальную и издательскую карьеру в странах Юго-Восточной Азии, в том числе основавший и выпускавший газету Дальний Восток и несколько других изданий.
Родившись в 1858 в Австралии, Генри Блэк с трёхлетнего возраста жил в Японии. В начале свой карьеры Блэк примерно десять лет преподавал в Йокогаме английский язык и даже написал и издал учебное пособие — параллельно в качестве хобби пробуя свои силы как сценический рассказчик, развлекая публику историями об исторических личностях Европы и поражая зрителей тем, что иностранец не только свободно владеет японским, но и способен вызвать своими рассказами смех у местного населения (позднее ряд рассказов был опубликован).
В начале 1890-х годов популярность изучения английского сильно упала, и Блэк всерьез занялся карьерой в ракуго, несмотря на противодействие своих родителей и брата, считавших это недостойной и нестабильной профессией. Учителем молодого актёра в освоении актёрского мастерства охотно стал известный литератор и ракугока Санъютэй Энтё.
С начала 1891 года Генри Блэк начинает профессионально выступать под сценическим именем Кайракутэй Блэк (яп. 快楽亭ブラック Кайракутэй Буракку, «беседка удовольствий Блэка»), а вскоре также начал играть в пьесах кабуки, быстро завоевав, помимо популярности актёра и исполнителя ракуго, славу в амплуа оннагата (в женских ролях).
Такая деятельность встретила резкое неприятие его семьи, в особенности брата, который дошел до развязывания скандала прямо на спектакле молодого актёра. В ответ на это, в течение последующего года Блэк практически порывает со своей семьей и принимает японское подданство под именем Блэк Исии, по фамилии усыновившего его кондитера Минэ Исии. Блэк женился на дочери приемного отца, Аке, но брак не был долгим, окончившись разводом примерно через два года.
В 1903 году Блэк стал автором, возможно, первой грампластинки в Японии, записав и издав один из своих рассказов с помощью инженера Фреда Гайсберга (яп.) «Британской Граммофонной Компании». В 1904 году становится широко известна одна из его миниатюр «Пивное пари» (Би:ру но какэноми, The Beer Drinking Bet), оставшаяся популярной в Японии в ракуго-выступлениях и по сей день.
К концу первого десятилетия XX века популярность актёра пошла на убыль. В депрессии Блэк в 1908 году попытался совершить самоубийство, отравившись мышьяком, однако выжил. Постепенно прекращая свою карьеру, Блэк прожил ещё 15 лет со своей японской семьей и приемным сыном Сэйкити Исии (также актёром). Блэк Исии умер в 64-летнем возрасте 19 сентября 1923 года от инсульта и был похоронен на кладбище Иокогамы для иностранцев рядом со своим отцом Джоном Блэком.

## Книги о Кайракутэй Блэке
- Масааки Хираока, «Ядовитые ракуго Кайракутэй Блэка» (яп. 快楽亭ブラックの毒落語 Кайракутэй Буракку но доку ракуго)[3]
- Тэйдзи Кодзима, «Подлинная биография Кайракутэй Блэка» (яп. 決定版 快楽亭ブラック伝 Кэттэйбан Kairakutei Burakku дэн)[4]